# Lista de reservas da biosfera da Europa
Esta é a Lista de Reservas da Biosfera da Europa, reconhecidos pela UNESCO, e o ano da respetiva inscrição. Em Junho de 2017 estavam estabelecidas 239 Reservas da Biosfera em 34 estados europeus:

## Albânia
- Reserva da Biosfera Transfronteiriça Ohrid-Prespa (Albânia/Macedónia) 2014

## Alemanha
- Flusslandschaft Elbe 1979
- Floresta Vessertal-Thüringen 1979 (ampliado em 1987/1990)
- Berchtesgadener Land 1990 (anteriormente Alpes Berchtesgaden; ampliado e renomeado)
- Mar Frísio e Ilhas Hallig Islands de Schleswig-Holstein 1990 (Mar Frísio de Schleswig-Holstein ampliado e renomeado em 2004)
- Schorfheide-Chorin 1990
- Spreewald 1991
- Rügen sudeste 1991
- Rhön 1991
- Mar Frísio da Baixa Saxónia 1992
- Mar Frísio de Hamburgo 1992
- Oberlausitzer Heide- und Teichlandschaft 1996
- Schaalsee 2000
- Reserva da Biosfera Transfronteiriça Vosges du Nord/Pfälzerwald (França/Alemanha) 1998
- Bliesgau 2009
- Schwäbische Alb 2009
- Floresta Negra 2017

## Áustria
- Grosses Walsertal 2000
- Wienerwald 2005
- Salzburger Lungau e Kärntner Nockberge 2012

## Bielorrússia
- Berezinskiy 1978
- Belovezhskaya Puschcha 1993
- Reserva da Biosfera Transfronteiriça Polesie Ocidental 2003 (anteriormente Pribuzhskoye Polesie, aumentada e renomeada em 2012)

## Bulgária
- Alibotouch 1977
- Bistrichko Branichté 1977
- Doupki-Djindjiritza 1977
- Mantaritza 1977
- Ouzounboudjak 1977 (ampliada em 1977)
- Parangalitza 1977
- Srébarna 1977 (ampliada em 1977)
- Tchervenata sténa 1977 (ampliada em 1977)
- Tchoupréné 1977
- Bálcãs Centrais 2017 (abrange as antigas reservas da biosfera: Steneto, Tsaritchina, Djendema e Boitine)

## Croácia
- Montanha Velebit 1977
- Reserva da Biosfera Transfronteiriça Mura Drava Danube (Croácia/Hungria) 2012

## Dinamarca
- Gronelândia Noroeste 1977
- Moen 2017

## Eslováquia
- Slovensky Kras 1977
- Polana 1990
- Reserva da Biosfera Transfronteiriça Tatra (Polónia/Eslováquia) 1992
- Reserva da Biosfera Transfronteiriça dos Cárpatos do Leste (Polónia/Eslováquia/Ucrânia) 1998

## Eslovénia
- Alpes Julianos 2003
- The Karst 2004
- Kozjansko & Obsotelje 2010

## Espanha
- Grazalema 1977
- Ordesa-Viñamala 1977 (ampliada em 2013)
- Montseny 1978
- Doñana 1980
- Mancha Húmida 1980
- Serras de Cazorla e Segura 1983
- Marismas del Odiel 1983 (ampliada em 2017)
- La Palma 1983 (ampliada e renomeada em 1997 e 2002)
- Urdaibai 1984
- Sierra Nevada 1986
- Cuenca Alta del Rio Manzanares 1992
- Lanzarote 1993
- Menorca 1993 (alteração no zoneamento em 2004)
- Sierra de las Nieves y su Entorno 1995
- Cabo de Gata-Nijar 1997
- Ilha de El Hierro 2000
- Bardenas Reales 2000
- Muniellos 2000 (ampliado em 2003 - Elemento da RB Gran Cantábrica)
- Somiedo 2000
- Redes 2001
- Las Dehesas de Sierra Morena 2002
- Terras do Miño 2002
- Valle de Laciana 2003 (Elemento da RB Gran Cantábrica)
- Picos de Europa 2003 (Elemento da RB Gran Cantábrica)
- Monfragüe 2003
- Vales de Jubera, Leza, Cidacos e Alhama 2003
- Babia 2004 (Elemento da RB Gran Cantábrica)
- Área de Allariz 2005
- Grande Canária 2005
- Serra del Rincón 2005
- Vales de Omaña e Luna 2005 (Elemento da RB Gran Cantábrica)
- Alto de Bernesga 2005 (Elemento da RB Gran Cantábrica)
- Argüellos 2005 (Elemento da RB Gran Cantábrica)
- Ancares Lucenses e Montes de Cervantes, Navia e Becerrea 2006 (Elemento da RB Gran Cantábrica)
- Ancares Leoneses 2006 (Elemento da RB Gran Cantábrica)
- Serras de Béjar e Francia 2006
- Reserva da Biosfera Intercontinental do Mediterrâneo (Espanha/Marrocos) 2006
- Rio Eo, Oscos e Terras de Buron 2007
- Fuerteventura 2009
- Reserva da Biosfera Transfronteiriça Gerês/Xurês (Portugal/Espanha) 2009
- La Gomera 2012
- Las Ubiñas-La Mesa 2012
- Mariñas Coruñesas e Terras do Mandeo 2013
- Real Sitio de San Ildefonso-El Espinar 2013
- Terres de l’Ebre 2013
- Reserva da Biosfera Transfronteiriça Meseta Ibérica (Portugal/Espanha) 2015
- Maciço de Anaga 2015
- Reserva da Biosfera Transfronteiriça Tejo/Tajo Internacional (Portugal/Espanha) 2016

## Estónia
- Arquipélago Moonsund 1990

## Finlândia
- Carélia do Norte 1992
- Área do Mar do Arquipélago 1994

## França
- Comuna de Fakarava 1977 (anteriormente Atol de Taiaro; aumentado e renomeado em 2006)
- Vallée du Fango 1977 (ampliado em 1977)
- Camargue (delta do Ródano) 1977 (ampliado e renomeado em 2006)
- Cévennes 1984
- Ilhas e Mar de Iroise 1988 (anteriormente Iroise; aumentado e renomeado em 2012)
- Monte Ventor 1990
- Arquipélago de Guadalupe 1992
- Luberon-Lure 1997 (anteriormente Luberon; ampliado e renomeado em 2010)
- Fontainebleau et du Gâtinais 1998 (anteriormente Pays de Fontainebleau; aumentado e renomeado em 2010)
- Reserva da Biosfera Transfronteiriça Vosges du Nord/Pfälzerwald (França/Alemanha) 1998
- Bacia de Dordogne 2012
- Marais Audomarois 2013
- Reserva da Biosfera Transfronteiriça Mont-Viso / Area della (França/Itália) 2013
- Gorges du Gardon 2015

## Grécia
- Gorge of Samaria 1981
- Monte Olimpo 1981

## Hungria
- Aggtelek 1979
- Hortobágy 1979
- Kiskunság 1979
- Lago Fertö 1979
- Pilis 1979
- Reserva da Biosfera Transfronteiriça Mura Drava Danube (Croácia/Hungria) 2012

## Irlanda
- Baía de Dublin 1981  (anteriormente Ilha North Bull; ampliada e renomeada em 2015)
- Kerry 1982 (anteriormente Killarney; renomeada e ampliada em 2017)

## Israel
- Monte Carmelo 1996
- Megido 2011 (anteriormente Ramat Menashe; renomeado em 2017)

## Itália
- Collemeluccio-Montedimezzo 1977
- Circeo 1977
- Miramare 1979
- Cilento e Vallo di Diano 1997
- Somma-Vesuvio e Miglio d'Oro 1997
- Valle del Ticino 2002
- Ilhas Toscanas 2003
- Selve Costiere di Toscana 2004 (anteriormente Selve Pisana; ampliada e renomeado em 2016)
- Reserva da Biosfera Transfronteiriça Mont-Viso / Area della (França/Itália) 2013
- Sila 2014
- Appennino Tosco-Emiliano 2015
- Alpes Ledro e Judicaria 2015
- Po Delta 2015
- Collina Po 2016
- Tepilora, Rio Posada e Montalbo 2017

## Letónia
- Vidzeme Norte 1997

## Lituânia
- Zuvintas 2011

## Macedónia
- Reserva da Biosfera Transfronteiriça Ohrid-Prespa (Albânia/Macedónia) 2014

## Montenegro
- Bacia do Rio Tara 1976

## Países Baixos
- Mar Frísio

## Polónia
- Babia Gora 1976 (ampliado em 1997/2001)
- Bialowieza 1976 (ampliado em 2005)
- Lagos de Masuria 1976 (anteriormente Lago Luknajno; ampliado e renomeado em 2017)
- Slowinski 1976
- Reserva da Biosfera Transfronteiriça Krkokonose / Karkonosze (juntamente com a República Checa) 1992
- Reserva da Biosfera Transfronteiriça Tatra (Polónia/Eslováquia) 1992
- Reserva da Biosfera Transfronteiriça dos Cárpatos do Leste (Polónia/Eslováquia/Ucrânia) 1992
- Puszcza Kampinoska 2000
- Floresta Tuchola 2010
- Reserva da Biosfera Transfronteiriça Polesie Oeste (Bielorrússia/Polónia/Ucrânia) 2012

## Portugal
- Paul do Boquilobo 1981
- Reserva da Biosfera Transfronteiriça Gerês/Xurês (Portugal/Espanha) 2009
- Arquipélago das Berlengas 2011
- Reserva da Biosfera Transfronteiriça Meseta Ibérica (juntamente com a Espanha) 2015
- Reserva da Biosfera Transfronteiriça Tejo/Tajo Internacional (juntamente com a Espanha) 2016
- Reserva da Biosfera de Castro Verde 2017

### Açores
- Reserva da Biosfera da Ilha do Corvo 2007
- Reserva da Biosfera da Ilha Graciosa 2007
- Reserva da Biosfera da Ilha das Flores 2009
- Fajãs de S. Jorge 2016

### Madeira
- Santana 2011
- Reserva da biosfera do Porto Santo 2020

## Reino Unido
- Wester Ross 1976 (anteriormente Beinn Eighe; ampliado e renomeado em 2016)
- Braunton Burrows-North Devon 1976 (ampliado em 2002)
- Biosffer Dyfi 1977 (ampliado e renomeado em 2009)
- Galloway e sul de Ayrshire 2012 (anteriormente Cairnsmore of Fleet e Silver Flowe Merrick Kells)
- Brighton and Lewes Downs 2014
- Ilha de Man 2016

## República Checa
- Krivoklátsko 1977
- Bacia Trebon 1977
- Lower Morava 1986 (anteriormente Palava; ampliado e renomeado em 2003)
- Sumava 1990
- Reserva da Biosfera Transfronteiriça Krkokonose / Karkonosze (juntamente com a Polónia) 1992
- Bílé Karpaty 1996

## Roménia
- Pietrosul Mare 1979
- Retezat 1979
- Reserva da Biosfera Transfronteiriça Delta do Danúbio (Roménia/Ucrânia) 1998

## Rússia
- Kavkazskiy 1978
- Okskiy 1978
- Prioksko-Terrasnyi 1978
- Sikhote-Alin 1978
- Tsentral'nochernozem 1978
- Astrakhanskiy 1984
- Kronotskiy 1984
- Laplandskiy 1984
- Pechoro-Ilychsky 1984
- Sayano-Shushenskiy 1984
- Sokhondinskiy 1984
- [[Voronezhskiy]] 1984
- Tsentral'nolesnoy 1985
- Baikalskyi 1986
- Barguzinskyi 1986
- Tzentralnosibirskii 1986
- Chernyje Zemli 1993
- Taimyrsky 1995
- Ubsunorskaya Kotlovina 1997
- Daursky 1997
- Teberda 1997
- Nerusso-Desnianskoe-Polesie 2001
- Visimskiy 2001
- Vodlozersky 2001
- Ilhas Comandante 2002
- Darvinskiy 2002
- Nijegorodskoe Zavolje 2002
- Smolensk Lakeland 2002
- Ugra 2002
- Dalnevostochny Morskoy (ou Far East Marine) 2003
- Kedrovaya Pad 2004
- Kenozershy 2004
- Valdaiskiy 2004
- Khankaiskiy 20055
- Middle-Volga Integrated 2006
- Grande Volzhsko-Kamsky 2007 (composto pelas unidades de Raifa, Sarali, Spassky e Sviyazhsky)
- Rostovsky 2008
- Altaisky 2009
- Planície de inundação Volga-Akhtuba 2011
- Bashkirskiyi Ural 2012
- Reserva da Biosfera Transfronteiriça Grande Altay (Cazaquistão/Federação Russa) 2017 (anteriormente Katon-Karagay)
- Khakassky 2017
- Baía Kizlyar 2017
- Metsola 2017

## Sérvia
- Golija-Studenica 2001
- Backo Podunavlje 2017

## Suécia
- Kristianstad Vattenrike 2005
- Arquipélago do Lago Vener 2010
- Arquipélago de Blecíngia 2011
- Paisagem do Rio Dal Inferior 2011
- Paisagem da Escarpa Oriental do Veter 2012

## Suíça
- Reserva da Biosfera Val Müstair-Parque Nacional 1979 (anteriormente um Parque Nacional Suíço; aumentado e renomeado em 2010)
- Entlebuch 2001

## Turquia
- Camili 2005

## Ucrânia
- Chernomorskiy 1984
- Askaniya-Nova 1985
- Cárpatos 1992
- Reserva da Biosfera Transfronteiriça Delta do Danúbio (Roménia/Ucrânia) 1998 (anteriormente Dunaisky)
- Reserva da Biosfera Transfronteiriça dos Cárpatos do Leste (Polónia/Eslováquia/Ucrânia) 1998
- Reserva da Biosfera Transfronteiriça Polesie Ocidental 2002 (anteriormente Shatskiy, aumentada e renomeada em 2012)
- Desnianskyi 2009
- Roztochya 2011